# باشگاه فوتبال سوان
باشگاه فوتبال سوان (ارمنی: Սևան Ֆորտբոլային Ակումբ؛ انگلیسی: Sevan Football Club) یک باشگاه فوتبال در شهر سوان و در استان گغارکونیک کشور ارمنستان می‌باشد که در لیگ دسته اول فوتبال ارمنستان بازی می‌کرد. زمین خانگی این باشگاه ورزشگاه شهر سوان بود.

## تاریخچه
این باشگاه در ۲۰۱۸ میلادی تحت عنوان «باشگاه فوتبال جوانان سوان» تأسیس شد و در همان سال در لیگ اول ارمنستان شرکت نمود اما در سال ۲۰۲۱ میلادی   منحل شد و در حال حاضر در سطح فوتبال حرفه‌ای فعالیتی ندارد.

## آمار لیگ
| ارمنستان (۱۹۹۲) |              |     |      |     |       |      |        |          |     |        |      |
| فصل             | دسته         | سطح | بازی | برد | تساوی | باخت | گل زده | گل خورده | +/- | امتیاز | مکان |
| ۲۰۱۸–۱۹         | لیگ دسته اول |     | ۳۳   | ۲۵  | ۶     | ۲    | ۹۰     | ۲۶       | ۶۴  | ۸۱     | ۱    |
| ۲۰۱۹–۲۰         | لیگ دسته اول |     | ۲۸   | ۱۴  | ۵     | ۹    | ۵۲     | ۴۲       | ۱۰  | ۴۷     | ۷    |
| ۲۰۲۰–۲۱         | لیگ دسته اول |     | ۲۷   | ۲۲  | ۲     | ۳    | ۷۵     | ۲۳       | ۵۲  | ۶۸     | ۱    |
| ۲۰۲۱–۲۲         | لیگ برتر     |     | ۰    | ۰   | ۰     | ۰    | ۰      | ۰        | ۰   | ۰      | ۱۰   |

### ترکیب نهایی
تا تاریخ ۴ آوریل ۲۰۲۲
| شماره |          | پست   | بازیکن           |
| ----- | -------- | ----- | ---------------- |
| ۴     | ارمنستان | هافبک | داویت آیوازیان   |
| ۵     | ارمنستان | مدافع | واهه مورادیان    |
| ۶     | ارمنستان | هافبک | نارک آصلانیان    |
| ۷     | نیجریه   | مهاجم | اُلاولووا اُجتونده |
| ۹     | ارمنستان | مهاجم | مهر ساهاکیان     |
| ۱۴    | گامبیا   | مدافع | ابریما جاتا      |

| شماره |          | پست       | بازیکن              |
| ----- | -------- | --------- | ------------------- |
| ۱۷    | نیجریه   | مهاجم     | ابراهیم ابوبکر      |
| ۱۹    | نیجریه   | مهاجم     | برنارد اُوُکه         |
| ۲۲    | هائیتی   | هافبک     | en:Bicou Bissainthe |
| ۳۳    | ارمنستان | دروازه‌بان | سورن آلویان         |
| ۴۰    | برزیل    | مدافع     | لوئیز ماتئوس        |

## تاریخچه مدیریت

لوگوی سابق باشگاه برای باشگاه فوتبال جوانان سوان استفاده می‌شد

- en:Syarhey Herasimets (۱ اوت ۲۰۱۸ – ۱۲ فوریه ۲۰۱۹)
- آرمن قولینیان (۱۲ فوریه ۲۰۱۹ – ۲۶ آوریل ۲۰۱۹)
- آرمن سانامیان (۲۶ آوریل ۲۰۱۹ – ۳۱ ژوئیه ۲۰۱۹)
- ویتالی کولیبابا (۳۱ ژوئیه ۲۰۱۹ – ۳۰ اوت ۲۰۱۹)
- آرمن سانامیان (۳۱ اوت ۲۰۱۹ – ۶ سپتامبر ۲۰۲۰)
- آرمن شاهگلدیان (۷ سپتامبر ۲۰۲۰ – ۱ دسامبر ۲۰۲۱)